# Informationstechnikbataillon 381
Das Informationstechnikbataillon 381 (ITBtl 381) in Storkow ist eine Dienststelle des Cyber- und Informationsraumes (CIR) der Bundeswehr und untersteht dem Kommando Informationstechnik-Services der Bundeswehr. Es betreibt mit seinen Soldaten die Informations- und Kommunikationssysteme der Bundeswehr im Einsatz.

## Auftrag
Das Informationstechnikbataillon 381 leistet einen substanziellen Beitrag in den Auslandseinsätzen weltweit, indem es Personal dauerhaft abstellt und durch den Einsatz von Fernmeldetechnik die Führungsfähigkeit der deutschen und alliierten Truppen gewährleistet. Hierzu findet dauerhaft Ausbildungsbetrieb statt.

## Gliederung
Das Informationstechnikbataillon 381 gliedert sich in eine Versorgungskompanie und vier Einsatzkompanien. Die Einsatzkompanien verfügen über einen Service Desk, welcher die jeweiligen IT-Spezialisten zu den Führungssystemen bereitstellt:
- Die 1. Kompanie ist als Versorgungskompanie der zentrale Unterstützer des Bataillons. Die Versorgung des Bataillons wird dort ebenso wahrgenommen wie die Verantwortung für Wartung und Instandsetzung von Material und Fahrzeugen. Weiterhin betreibt sie fachliche Ausbildung an den Führungsunterstützungssystemen.

- Die 2. Kompanie kann mit Hilfe eines mobilen Kommunikationssystems incl. eines Liegenschaftszugangsknoten und Servern ein Kernnetz zur Verfügung stellen.

- Die 3.  Kompanie komplettiert durch Bündelfunk und HF-Funk sowie Videokonferenzanlagen den vielfältigen Mix an Kommunikationsmitteln.

- Die 4. Kompanie verfügt über Systeme zur weltweiten Satellitenkommunikation aller Art (SATCOMBw) und kann des Weiteren Daten via digitalen Richtfunk übertragen.

- Die 5. Kompanie stellt lokale verlegefähige Netzwerke und IT-Plattformen für sichere Kommunikation von Führungseinrichtungen bereit.

## Geschichte
Vom 18. Oktober 2017 bis zum 27. Oktober 2020 wurde das Bataillon von Oberstleutnant Anastasia Biefang geführt. Danach übernahm Oberstleutnant Marc Tachlinski das Kommando, bis er es am 12. Oktober 2023 an Oberstleutnant Roy Grundtner übergab.